# Силетытениз
Силетытениз (Селетытениз; каз. Сілетітеңіз) — бессточное горько-солёное озеро в Северо-Казахстанской области Казахстана. Находится на Северо-Казахской равнине. Расположено на дне обширной впадины на высоте 64 м. Площадь — 750 км². Средняя глубина — 2 м, наибольшая — 3,2 м. Объём воды — 1,5 км³. Питание, в основном, снеговое.
Береговая линия расчленена, имеет много заливов, полуостровов. Восточный и северный берега высокие прямые, западный — изрезанный; на западе и юге низменные берега постепенно переходят в солончаковые болота. Из донных отложений наблюдается выделение сероводорода. В болотах южного берега теряется река Силети, которая достигает озера во время половодья. В озеро также впадают реки Кашырбай и Жолаксай.